# Michael Jordan (informaticien)
Pour les articles homonymes, voir Jordan.
Cet article possède un paronyme, voir Michael Jordan (homonymie).
Michael Irwin Jordan (né le 25 février 1956) est un scientifique américain, professeur à l'Université de Californie à Berkeley et chercheur en apprentissage automatique, statistiques et intelligence artificielle.
Jordan est élu membre de la National Academy of Engineering en 2010 pour ses contributions aux fondements et aux applications de l'apprentissage automatique.
Il est l'une des figures de proue de l'apprentissage automatique et, en 2016 , Science l'a qualifié d'informaticien le plus influent au monde,,.
En 2022, Jordan a remporté le premier prix WLA en informatique ou en mathématiques, "pour ses contributions fondamentales aux fondements de l'apprentissage automatique et de son application",,.

## Éducation
En 1978, Jordan obtient son Bachelor of Science avec mention magna cum laude en psychologie de la Louisiana State University. Il obtient son Master of Science en mathématiques en 1980 de l'Arizona State University et son doctorat en sciences cognitives en 1985 de l'Université de Californie à San Diego. À l'Université de Californie à San Diego, Jordan était un étudiant de David Rumelhart et un membre du groupe Parallel Distributed Processing (PDP) dans les années 1980.

## Carrière et recherche
Jordan est professeur émérite Pehong Chen à l'Université de Californie à Berkeley, où sa nomination est répartie entre l'informatique et les statistiques. Il a été professeur au Département des sciences cérébrales et cognitives du MIT de 1988 à 1998.
Dans les années 1980, Jordan commence le développements des réseaux de neurones récurrents en tant que modèle cognitif. Ces dernières années, ses travaux sont moins guidés par une perspective cognitive et davantage par les statistiques traditionnelles.
Jordan a popularisé les réseaux bayésiens dans la communauté de l'apprentissage automatique et est connu pour souligner les liens entre l'apprentissage automatique et les statistiques. Il a également joué un rôle important dans la formalisation des méthodes variationnelles pour l'inférence approximative  et la vulgarisation de l'algorithme espérance-maximisation dans l'apprentissage automatique.

### Démission de la revueMachine Learning
En 2001, Jordan et d'autres démissionnent du comité de rédaction de la revue Machine Learning . Dans une lettre publique, ils plaident pour un accès moins restrictif et se sont engagés à soutenir une nouvelle revue en libre accès, le Journal of Machine Learning Research, créée par Leslie Kaelbling pour soutenir l'évolution du domaine de l'apprentissage automatique.

### Distinctions et récompenses
Jordan a reçu de nombreux prix, dont un prix du meilleur article étudiant  (avec X. Nguyen et M. Wainwright) à l'International Conference on Machine Learning 2004, un prix du meilleur article (avec R. Jacobs) à l'American Control Conference (ACC 1991), le ACM-AAAI Allen Newell Award, le IEEE Neural Networks Pioneer Award et un NSF Presidential Young Investigator Award. En 2002, il est nommé AAAI Fellow "pour ses contributions significatives au raisonnement dans l'incertitude, à l'apprentissage automatique et au contrôle moteur humain". En 2004, il a été nommé IMS Fellow "pour ses contributions aux modèles graphiques et à l'apprentissage automatique". En 2005, il est nommé IEEE Fellow. En 2007, il a été nommé ASA Fellow. En 2010, il est nommé membre de la Société des sciences cognitives , et nommé membre de l'ACM "pour ses contributions à la théorie et à l'application de l'apprentissage automatique". En 2012, il est nommé SIAM Fellow "pour ses contributions à l'apprentissage automatique, en particulier les approches variationnelles de l'inférence statistique". Il est lauréat de la Chaire d'Excellence de la FSMP en 2012. En 2014, il est nommé membre de l'International Society for Bayesian Analysis "pour ses contributions exceptionnelles à la recherche à l'interface des statistiques, de l'informatique et des probabilités, pour son rôle de premier plan dans la promotion des méthodes bayésiennes dans l'apprentissage automatique, l'ingénierie et d'autres domaines, et pour ses vastes au service de l'ISBA dans de nombreux rôles."
Jordan est membre de la National Academy of Sciences, membre de la National Academy of Engineering et membre de l'American Academy of Arts and Sciences.[réf. nécessaire]
Il a été nommé Neyman Lecturer et Medallion Lecturer par l'Institute of Mathematical Statistics. Il  le prix David E. Rumelhart en 2015 et le prix ACM/AAAI Allen Newell en 2009. Il a également remporté la médaille John von Neumann 2020.
En 2016, Jordan est identifié par le projet Semantic Scholar  comme "l'informaticien le plus influent", sur la base de ses publications.
En 2019, Jordan fait valoir que la révolution de l'intelligence artificielle n'avait pas encore eu lieu et que la révolution de l'IA nécessitait un mélange d'informatique et de statistiques.
En 2022, Jordan reçoit le premier prix WLA de l'organisation non gouvernementale et à but non lucratif World Laureates Association, pour ses contributions fondamentales à l'apprentissage automatique et à son application,.